# Vultures 2
Vultures 2 ist das zweite Studio-Gemeinschaftsalbum des US-amerikanischen Hip-Hop-Duos ¥$, bestehend aus Kanye West und Ty Dolla Sign. Es wurde ohne Ankündigung am 3. August 2024 durch Wests Label YZY digital veröffentlicht. Das Album ist der zweite Teil der geplanten Vultures-Albumtrilogie.

## Hintergrund und Veröffentlichung
Am 23. Januar 2024 enthüllte West, dass eine Vultures-Serie als Trilogie veröffentlicht werden soll, wobei die erste im Februar, die zweite am 8. März und die letzte am 5. April veröffentlicht wird. Vultures 1, der erste Teil der Reihe, erschien am 10. Februar. Nachdem Vultures 2 nicht zum geplanten Veröffentlichungsdatum erschienen war, kündigte West an, dass das Album noch in Arbeit sei.
Am 10. März erwähnte West, dass er Vultures 2 auf seiner eigenen Website für 20 Dollar verkaufen würde, anstatt es auf Musikstreaming-Plattformen zu veröffentlichen. Er erklärte, diese Entscheidung sei getroffen worden, damit „die Streaming-Unternehmen nicht mehr die Kontrolle über Künstler haben“. Am 14. März wurden einminütige Snippets einiger Albumtracks auf TikTok und Instagram unter Wests Account veröffentlicht. West und Ty Dolla Sign gaben später in einem Interview den 3. Mai als neuen Veröffentlichungstermin bekannt. Trotz der Ankündigung erschien das Album nicht.
In einem Billboard-Interview vom 22. Juni 2024 gab Ty Dolla Sign an, das Album sei fertig und das Release werde vorbereitet. Am 30. Juli kündigte West das Album auf seiner Website für den 2. August 2024 an; Stunden später wurde das Veröffentlichungsdatum wieder entfernt.
Am 2. August wurde die Lead-Single Slide des Albums auf Wests Yeezy-Website sowie auf Streaming-Diensten veröffentlicht. Vultures 2 wurde am Folgetag unabhängig über Wests Marke YZY zunächst in einem nicht gelisteten YouTube-Livestream auf Wests YouTube-Kanal und auf Tidal veröffentlicht. Auf Spotify und Apple Music erschien das Album wenig später.
Wenige Stunden nach der Veröffentlichung des Albums kündigte West über die Yeezy-Website an, dass „aktualisierte Songs in Echtzeit veröffentlicht werden“, ähnlich wie Yeezus, The Life of Pablo und Donda nach Erstveröffentlichung mehrmals aktualisiert wurden. Bis zum 14. August 2024 hat das Album mehrere Updates erhalten, wie z. B. Neuabmischung, Umbenennung und Kürzung einiger Lieder sowie eine Neuanordnung der Titelliste.
Am 7. August erschien ein Musikvideo zu Fried, welches West als alleinigen Künstler kreditiert und Ty Dolla Sign nicht erwähnt. Am selben Tag erschienen exklusiv über die Yeezy-Website fünf Deluxe-Versionen des Album mit jeweils einem weiteren Bonustrack. Am 14. August erschien ein weiteres Musikvideo zur Single Slide.

## Artwork
Am 9. März enthüllte West das Artwork über seinen Twitter-Account. Das Cover zeigt Ty Dolla Sign maskiert und ganz in Schwarz gekleidet, mit einem Bild seines Bruders Jabreal „Big TC“ Muhammad. Letzterer verbüßt derzeit eine lebenslange Freiheitsstrafe für Mord, welche die Brüder als Fehlurteil bezeichnen. Das offizielle Albumcover zeigt dasselbe Motiv, weicht jedoch von der ursprünglich von West geteilten Version ab.

## Titelliste
Für das Album existieren zwei unterschiedliche Titellisten, in welchen die Lieder jeweils anders angeordnet sind.
| Nr.          | Titel                                                       | Produzent(en) | Länge |
| ------------ | ----------------------------------------------------------- | --- | ----- |
| 1.           | Slide                                                       | Kanye West, Ty Dolla Sign, Fred Again, Wheezy, Apollo Parker, Ryderoncrack, London on da Track, AyoAA, Lester Nowhere | 3:18  |
| 2.           | Time Moving Slow                                            | Ye, Ty Dolla Sign, Fya Man, AyoAA, Azul, Butts, SHDØW, the Legendary Traxster                                         | 2:39  |
| 3.           | Field Trip (feat. Playboi Carti, Don Toliver & Kodak Black) | Ye, Ty Dolla Sign, Wheezy, the Legendary Traxster, Dez Wright                                                         | 2:47  |
| 4.           | Fried                                                       | Ye, Ty Dolla Sign, TheLabCook, Digital Nas, Ojivolta                                                                  | 2:33  |
| 5.           | Isabella (Skit)                                             | | 0:08  |
| 6.           | Promotion (feat. Future)                                    | Ye, Ty Dolla Sign, AyoAA, Wheezy, London on da Track, the Legendary Traxster                                          | 2:38  |
| 7.           | Husband                                                     | Ye | 2:17  |
| 8.           | Lifestyle (feat. Lil Wayne)                                 | Ye, Nico Baran, FnZ                                                                                                   | 5:31  |
| 9.           | Forever (vormals Maybe)                                     | Ye, James Blake | 1:27  |
| 10.          | Bomb (feat. North West & Chicago West)                      | Ye, the Legendary Traxster                                                                                            | 2:31  |
| 11.          | River (feat. Young Thug)                                    | Ye, Pi'erre Bourne, AyoAA, Digital Nas, London on da Track, the Legendary Traxster                                    | 4:07  |
| 12.          | 530                                                         | Ye, Cunningham, FnZ, BoogzDaBeast, E.Vax                                                                              | 4:49  |
| 13.          | Dead (feat. Future & Lil Durk)                              | Ye, ATL Jacob, Wheezy, London on da Track                                                                             | 4:23  |
| 14.          | Forever Rolling (feat. Lil Baby)                            | Ye, Foreverrolling, Flex on the Beat, Audiovista, Mattazik Muzik                                                      | 3:17  |
| 15.          | Sky City (feat. 070 Shake, Desiigner & CyHi)                | Ye, BoogzDaBeast, Timbaland                                                                                           | 3:50  |
| 16.          | My Soul (feat. Big TC)                                      | Ye, BoogzDaBeast, FnZ, 88-Keys, 30 Roc                                                                                | 3:44  |
| Gesamtlänge: | Gesamtlänge:                                                | Gesamtlänge: | 50:07 |

| Nr.          | Titel                                                   | Produzent(en)                                  | Länge   |
| ------------ | ------------------------------------------------------- | ---------------------------------------------- | ------- |
| 17.          | Take Off Your Dress                                     | Kanye West, SHDØW, Scott Bridgeway             | 3:26    |
| 18.          | Believer                                                | Ye, JPEGMafia, Vadel, BoogzDaBeast             | 3:13    |
| 19.          | Drunk (feat. Peso Pluma & Kodak Black)                  | Ye, SHDØW, Veyis, Timbaland                    | 3:09    |
| 20.          | Gun to My Head (feat. Kid Cudi) (siehe Kids See Ghosts) | Ye, Wheezy, Sean Momberger, London on da Track | 2:16    |
| 21.          | Can U Be (feat. Travis Scott)                           | Ye, Havoc                                      | 3:26    |
| Gesamtlänge: | Gesamtlänge:                                            | Gesamtlänge:                                   | 1:05:27 |

## Rezeption

### Rezensionen
Vultures 2 erhielt gemischte bis negative Kritiken. Auf Metacritic hat das Album derzeit einen Metascore von 39 von 100 möglichen Punkten, basierend auf 6 Kritiken.
Michael Saponara von Billboard schrieb, dass „das Projekt mit Wests avantgardistischer-Produktion viel Potenzial für Großartigkeit“ biete, jedoch durch „Probleme mit der Tonqualität, unvollendete Gedanken oder Passagen, in denen Yes Rap abfällt“ entgleise. Gabriel Bras Nevares von HotNewHipHop sagte, dass das größte Problem dieses Albums seine „hohle Ausführung“ sei.  Paul Attard vom Slant Magazine sagte, dass Vultures 2 sich trotz dessen, dass ein Kanye-West-Album erwartungsgemäß bei Veröffentlichung unvollständig ist, in einem „desolaten Zustand“ befinde.

### Fan-Reaktionen
Fans kritisierten, dass Vultures 2 in einem unfertigen Zustand mit überstürzten Mixen, unfertigen Vocals sowie dem Einsatz generativer KI veröffentlicht worden sei. Ebenso wurde die mangelnde Tonqualität kritisiert, welche darauf zurückgeführt wurde, dass es sich bei einigen der Albumtracks um bereits zuvor geleakte unfertige Songs handelte, die von YouTube heruntergeladen worden seien. Trotz der bereits vorgenommenen Änderungen sind die mit künstlicher Intelligenz generierten Passagen auf dem Album noch immer vorhanden.

## Kommerzieller Erfolg
| ChartsChartplatzierungen       | Höchstplatzierung | Wochen |
| ------------------------------ | ----------------- | ------ |
| Deutschland (GfK)              | 8 (2 Wo.)         | 2      |
| Österreich (Ö3)                | 6 (3 Wo.)         | 3      |
| Schweiz (IFPI)                 | 2 (3 Wo.)         | 3      |
| Vereinigtes Königreich (OCC)   | 7 (2 Wo.)         | 2      |
| Vereinigte Staaten (Billboard) | 2 (… Wo.)         | …      |